# Urgleptes laticollis
Urgleptes laticollis là một loài bọ cánh cứng trong họ Cerambycidae.